# Michael Chiesa
Michael Keith Chiesa, född 7 december 1987 i Aurora, är en amerikansk MMA-utövare som sedan 2012 tävlar i organisationen Ultimate Fighting Championship.